# Dicranoweisia austro-crispula
Dicranoweisia austro-crispula är en bladmossart som beskrevs av Jean Édouard Gabriel Narcisse Paris 1896. Dicranoweisia austro-crispula ingår i släktet snurrmossor, och familjen Dicranaceae. Inga underarter finns listade i Catalogue of Life.